# 格拉那再也站
格拉那再也站位於白蒲大道南行车道出口1108與出口1109之间，是巴生谷格拉那再也线的旧有南端终点站，其站名取自于现有地名（格拉那再也，Kelana Jaya，同时也是此条线路的名称）。本站属于格拉那再也（旧称布特拉轻快铁）第一阶段线路，于1998年9月1日开始运营。格拉那再也线延長線通車前，本站為格拉那再也线的終點站，随着格拉那再也线延長線正式通車後，本站不再是格拉那再也线的终点站。

## 车站概要

格拉那再也站台

格拉那再也站于1998年6月1日作为布特拉轻快铁（PUTRA，现格拉那再也线）第一阶段线路运营，运营站点由中央艺术坊站至本站共计10个。车站主入口位于白蒲大道北方，行驶与白蒲大道的车辆可转入此站的停车场停车换乘。

格拉那再也站牌

车站大厅位于一楼，并设有连接设施。验票闸门、自动售票机和服务柜台皆位于此楼，并有数间便利商店设立于此。格拉那再也巴士总站就位于地面层。本站二楼還有跨越白蒲大道的行人天橋连接至SS25/2路和巴士站。

## 车站结构
此站设计类似其他同线高架车站，一共有两个楼层和地面层。其站台的顶棚以马来甘榜高脚屋作为其建筑设计。本站侧边设有一个衔接建筑以容纳便利商店和作为本站站台与行人天桥之间的连接处。本站商店和办公室现仅有KK便利店。
| 二楼 | 衔接建筑                                         | 行人天桥（前往巴士站、计程车站）、商店 |
| 二楼 | 1号站台:                                         | 5 格拉那再也线 5往 KJ1 鹅唛 (→)        |
| 二楼 | 岛式站台，1号站台右邊及2号站台左邊的車門將會開啟 |                                        |
| 二楼 | 2号站台:                                         | 5 格拉那再也线 5往 KJ37 布特拉高原 (←) |
| 一楼 | 车站大厅                                         | 验票闸门、自动售票机、车站控制台       |
| 地面 | 街道                                             | 巴士总站、计程车总站、停车换乘         |

## 巴士服务

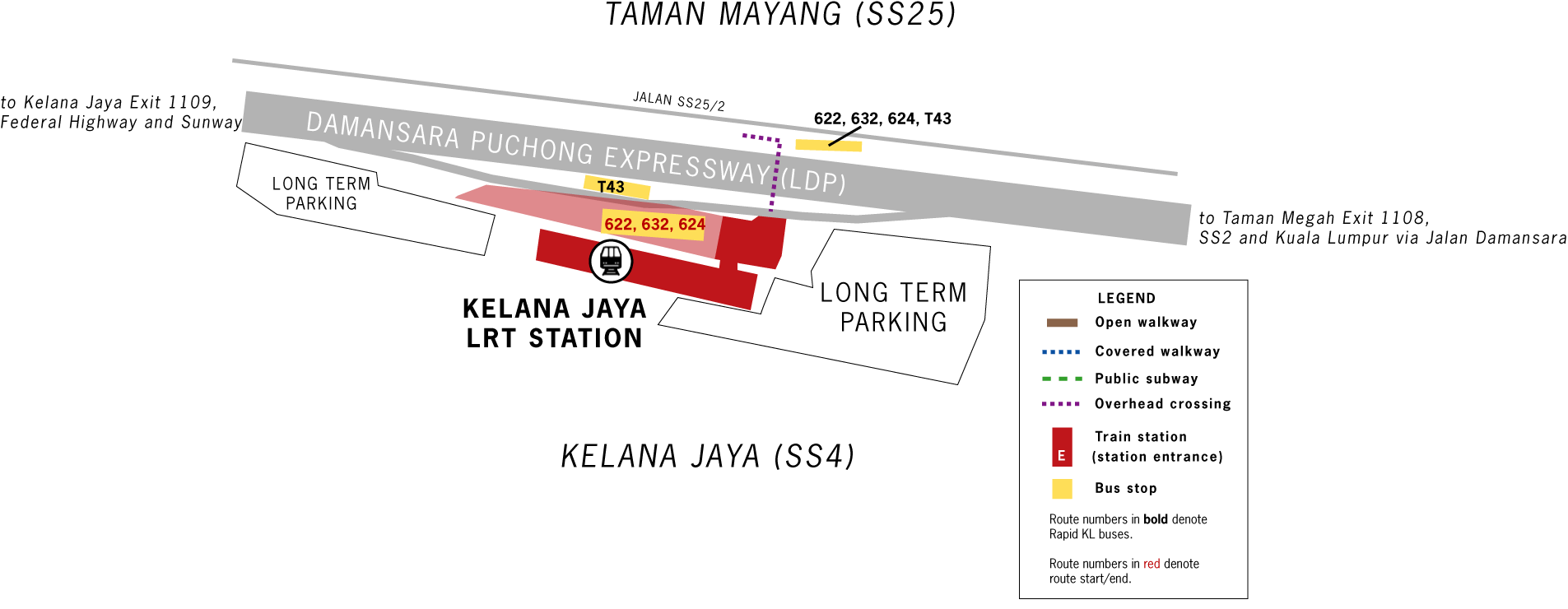
格拉那再也站平面图

本站也是吉隆坡快捷通巴士在八打灵再也的巴士停靠处之一。也因如此，本站下有一个巴士总站，而通过行人天桥连接的对岸也设有巴士站（提供至购物中心的巴士服务）。巴士会依各自路线停靠在不同的地方以避免车站一侧的车道拥堵。以下为停靠于此站的巴士服务。
- 802 ：格拉那再也站－哥打白沙罗[4]
- 783 ：格拉那再也站－梳邦百利广场[5]
- Paradigm Mall：格拉那再也站－Paradigm Mall[6]
- T780 ：格拉那再也站－美阳花园[7]
- T781 ：格拉那再也站－格拉那中心点[8]

此外，IPC 购物中心也提供从本站至该购物中心的免费接驳巴士。

## 意外
2018年3月3日下午，格拉那再也站下起倾盆大雨又刮强风，导致站台屋顶被掀翻，本站被迫暂时关闭。虽然这起意外并没有造成人员伤亡，不过要往本站的乘客，需要在幸福花园下车，再乘搭巴士才能前往本站，并在同月6日恢复服务。

## 服务时间
以下营运时间以官方网站为准。
| 星期一至六            | 星期日及公假 | 星期一至六 | 星期日及公假 | 星期一至六 | 星期日及公假 |       |
| 格拉那再也线          |              |            |              |            |              |       |
| 从布特拉高原 往鹅唛站 | 06:00        | 06:00      | 23:45        | 23:10      | 23:52        | 23:23 |
| 从鹅唛 往布特拉高原站 | 06:00        | 06:00      | 23:45        | 23:10      | 00:27        | 00:10 |

## 图片集

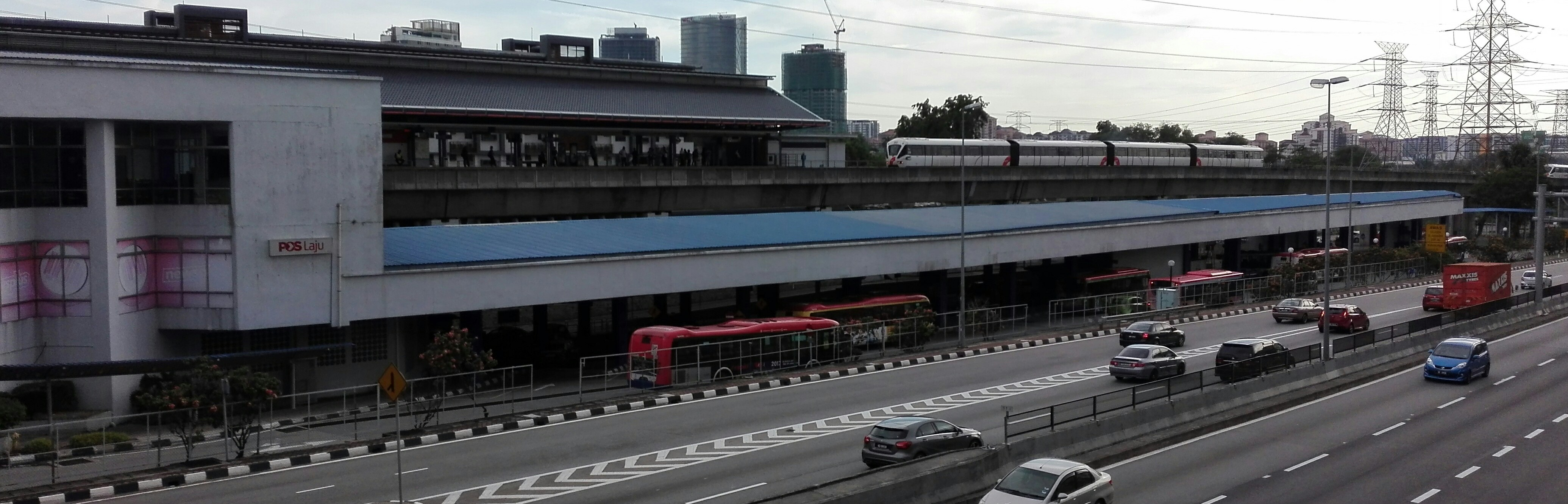
从高架桥看向车站。
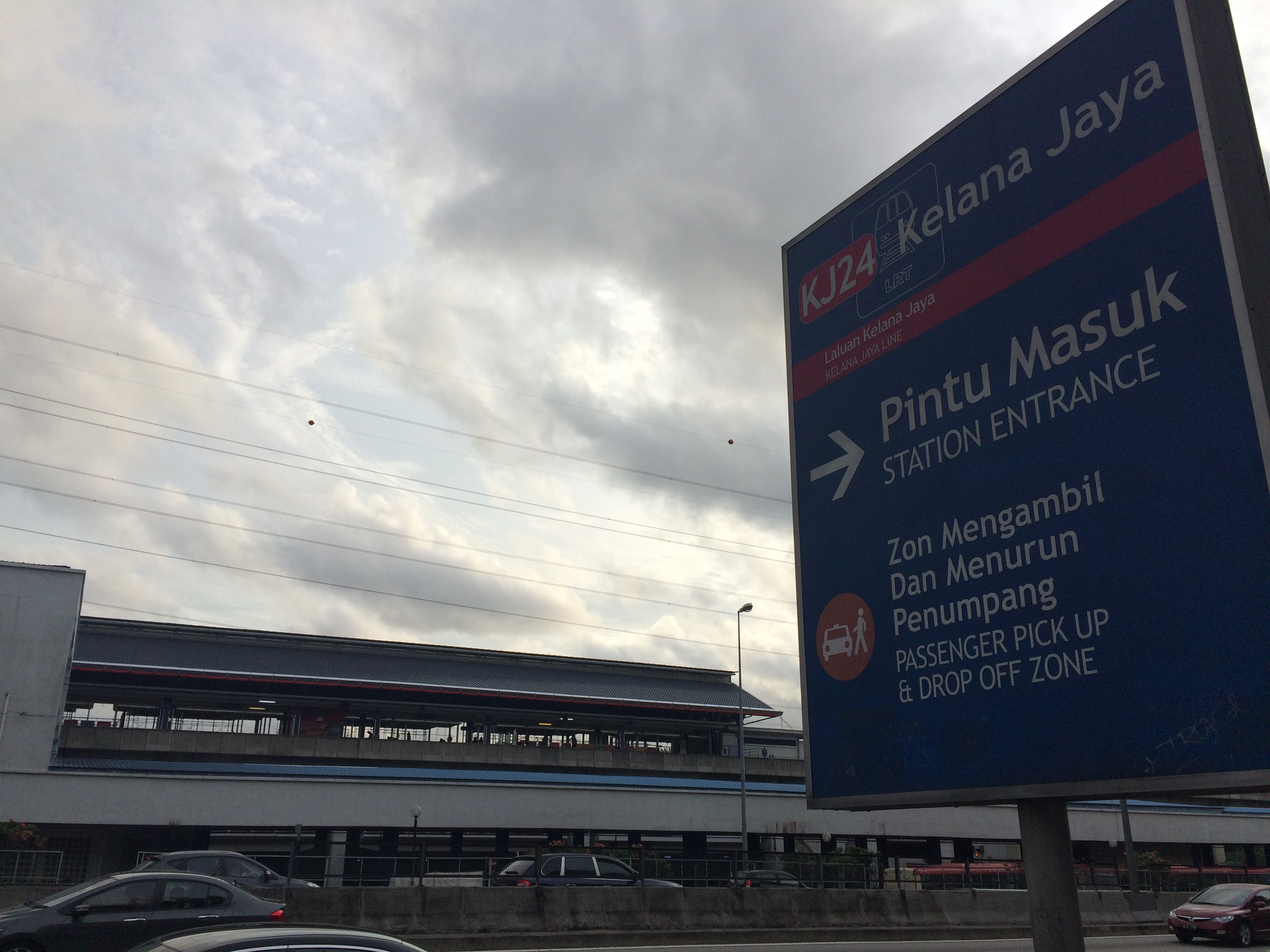
通往车站通道旁的告示牌，左方可看见岛式站台。
巴士总站。
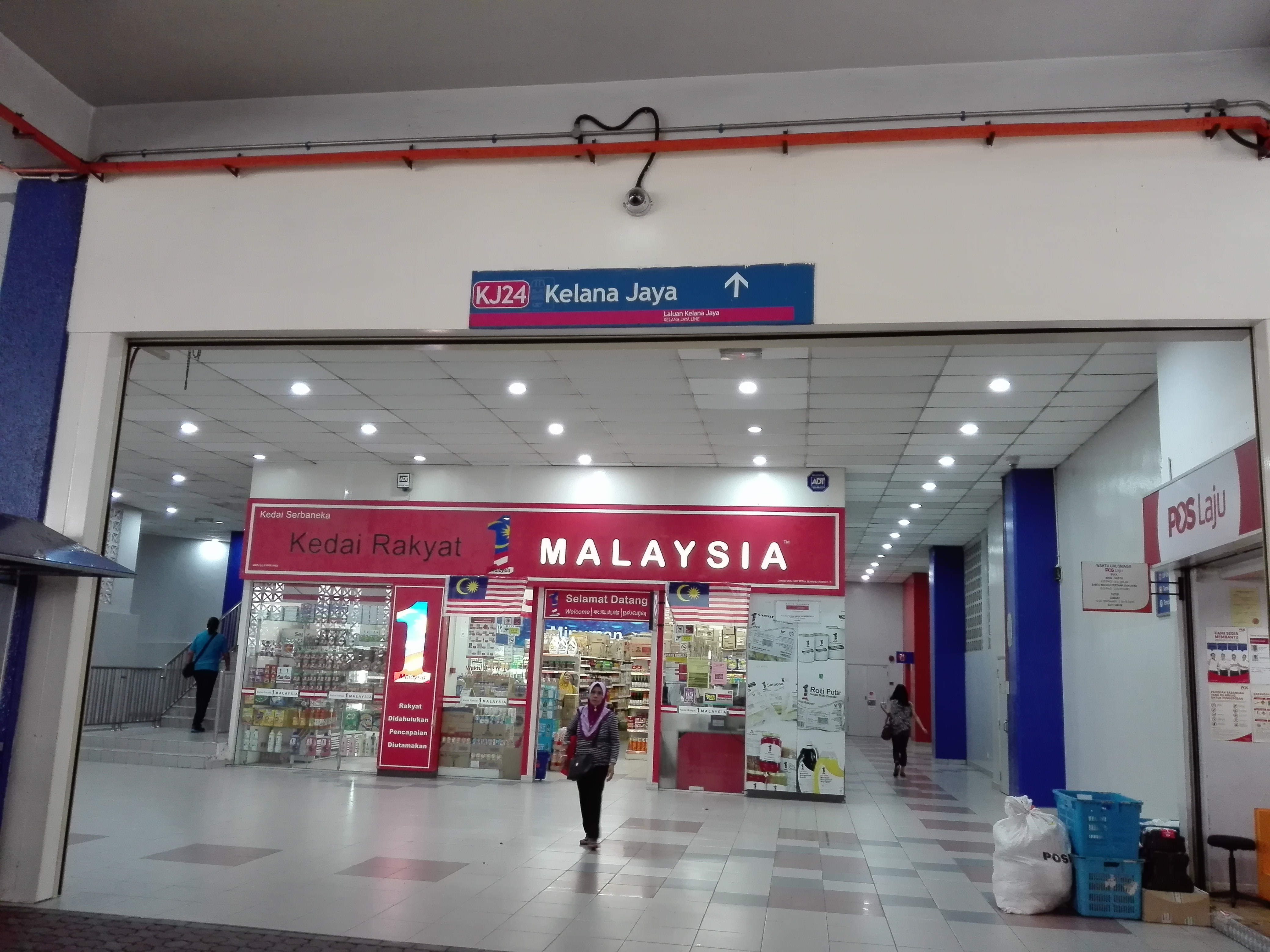
车站主入口，前方有一间一马商店。
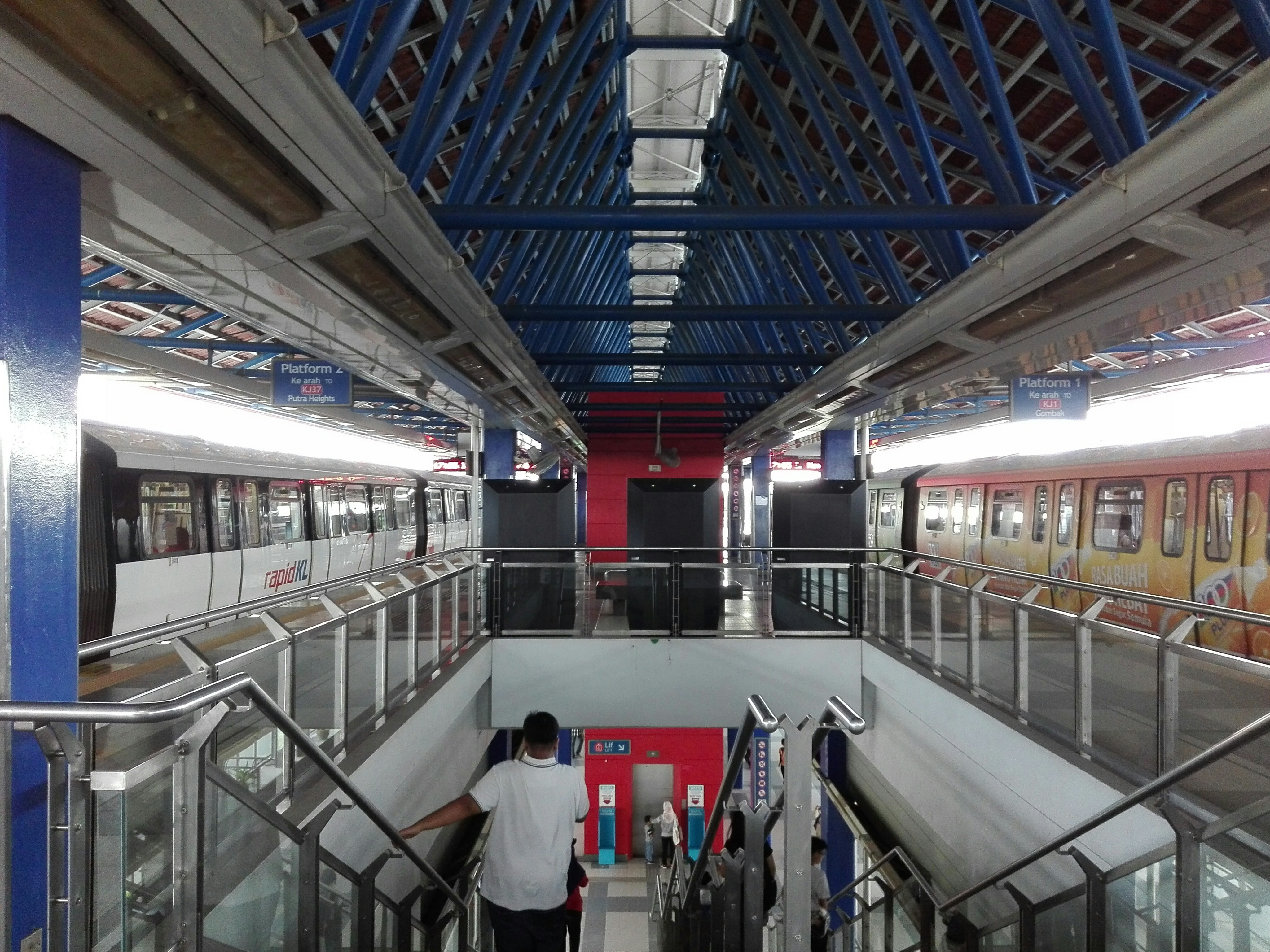
格拉那再也的岛式站台，可看见两侧有两辆轻快铁列车。
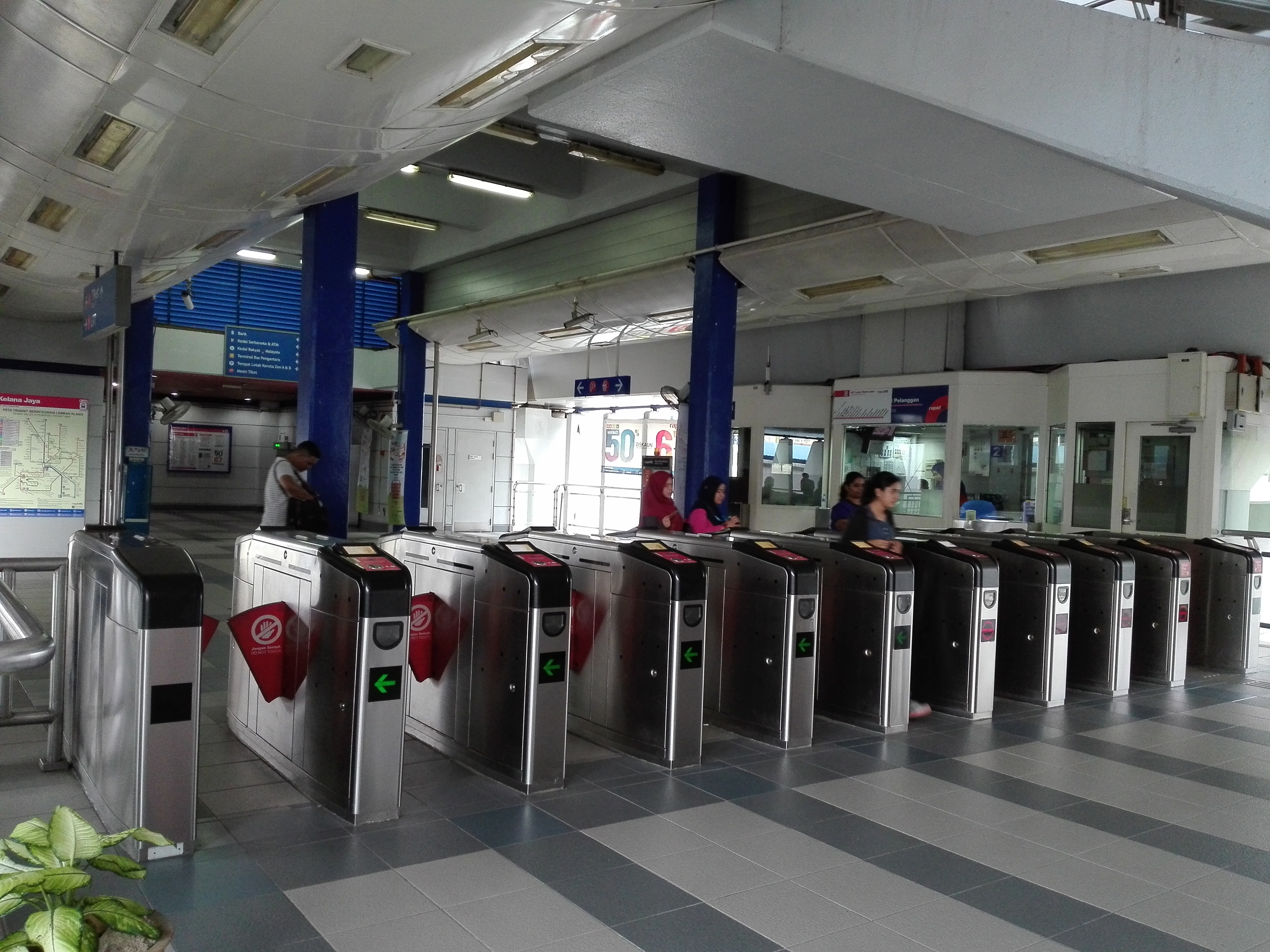
车站的验票闸门。
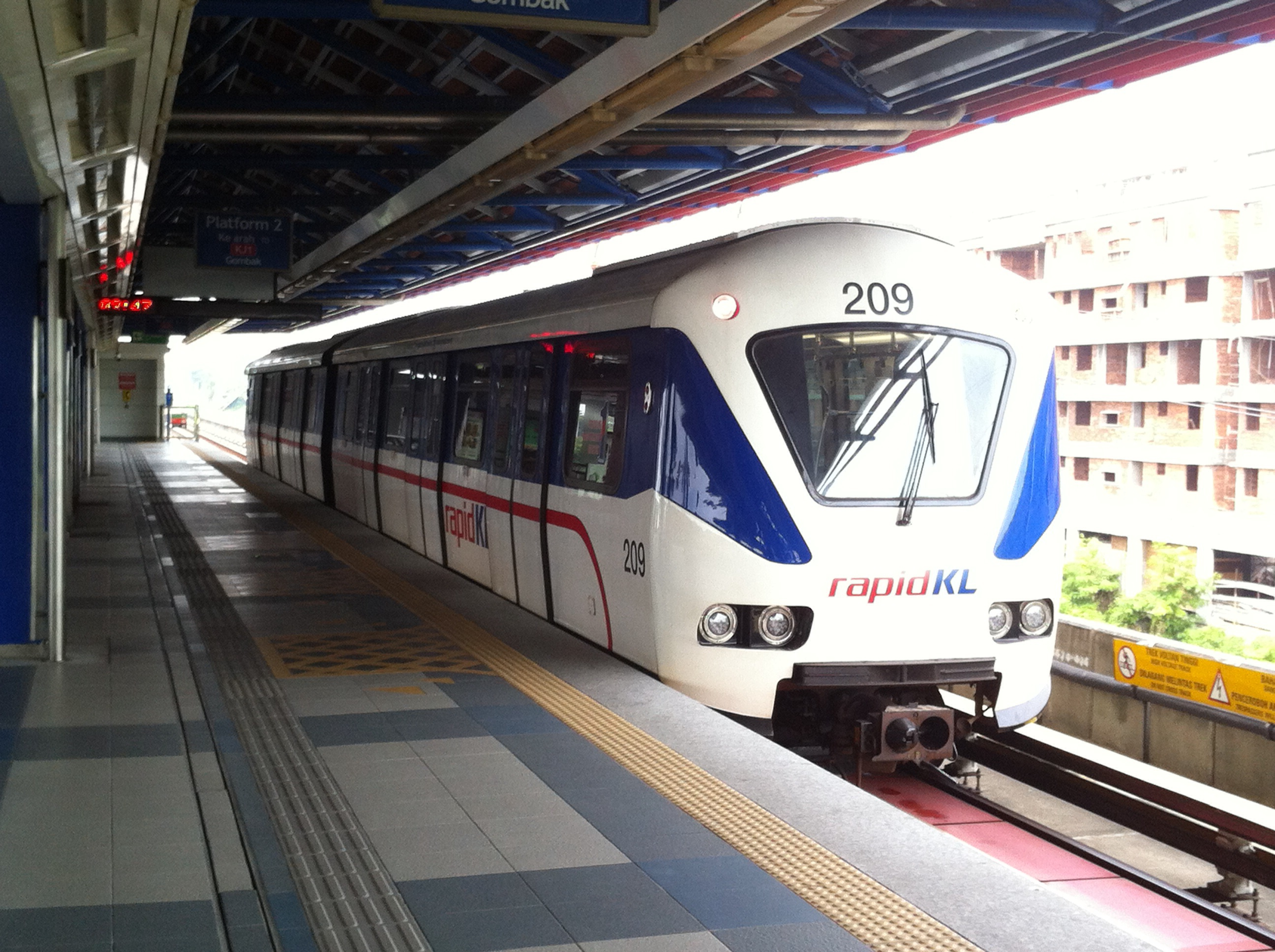
一辆Innovia Metro 200在本站停靠。

## 车站周边
- 格拉那再也（SS4和SS5）
- 美陽花園（Taman Mayang，SS25）
  - 馬來西亞餐飲連鎖品牌食之秘（英语：Secret Recipe (restaurant)）中央廚房[12]